# Yahşihan
Yahşihan là một huyện thuộc tỉnh Kırıkkale, Thổ Nhĩ Kỳ. Huyện có diện tích 198 km² và dân số thời điểm năm 2007 là 12963 người, mật độ 65 người/km².